# Sold Out Dates (Duki)
Sold Out Dates è un singolo del rapper argentino Duki, pubblicato il 22 settembre 2020.

## Tracce
1. Sold Out Dates – 2:21